# Callicostella disticha
Callicostella disticha là một loài rêu trong họ Pilotrichaceae. Loài này được Ångström mô tả khoa học đầu tiên năm 1873.